# Національне управління кібербезпеки США

Печатка міністерства внутрішньої безпеки США

Національне управління кібербезпеки (англ. National Cyber Security Division, NCSD) — підрозділ управління кібербезпеки і комунікацій Директорату національної безпеки і програм міністерства внутрішньої безпеки США. Сформовано 6 червня 2003 року на базі Управління захисту найважливіших об'єктів інфраструктури, Національного Центру захисту інфраструктури, Федерального Центру комп'ютерних інцидентів і Національної системи комунікацій. Місією NCSD є співпраця з приватним сектором, урядом, військовими та розвідувальними органами для оцінки ризиків і зниження вразливостей і загроз у сфері інформаційних технологій і пристроїв, що впливають на функціонування критично важливих ІТ-інфраструктур уряду США і приватного сектора. NCSD також здійснює аналіз вразливостей, раннє попередження та допомогу в реагуванні на комп'ютерні інциденти для державного і приватного секторів. NCSD виконує більшість завдань міністерства, покладених на нього в рамках комплексної національної ініціативи з кібербезпеки. Бюджет NCSD в 2011 фінансовому році склав $378 млн. Нинішній директор NCSD Джон Стрейферт, колишній головний офіцер інформаційної безпеки Держдепартаменту США, вступив на посаду в січні 2012 року.
Аудит першого року роботи Управління, який провів інспектор міністерства Кларк Ервін, містила різку критику результатів його діяльності. У доповіді інспектора було відзначено, як досягнення, створення Комп'ютерної групи реагування на надзвичайні ситуації та Комп'ютерної команди екстреної готовності (US-CERT), але в цілому Управління було піддано критиці за провали в досягненні пріоритетів, розробці стратегічних планів та забезпечення ефективного керівництва.

## Стратегічні цілі та пріоритети діяльності Управління

### Стратегічні цілі
- Створення та підтримання ефективної національної системи реагування на інциденти в кіберпросторі[6];
- Реалізація програми управління ризиками для захисту критичної інфраструктури.

### Пріоритети
- Продовження реалізації програми «Ейнштейн» як важливого інструменту кібернетичного захисту цивільних відомств і установ федеральної виконавчої влади;
- Розробка Національного плану реагування на комп'ютерні інциденти (англ. National Cyber Incident Response Plan, NCIRP) при взаємодії з приватним сектором та іншими зацікавленими сторонами;
- Підвищення безпеки систем управління, які є елементами критично важливої національної інфраструктури.

## Організація та фінансування
NCSD фінансується за рахунок наступних трьох програм, проектів і заходів, затверджених Конгресом: Комп'ютерна команда екстреної готовності США (US-CERT), Стратегічні ініціативи, і Пропагандистська програма:
- US-CERT використовує компетенції аналітичних центрів для формування бази знань і практик у сфері кібербезпеки. US-CERT являє собою єдиний центр підтримки федеральної влади у сфері підготовки рішень по забезпеченню захисту цивільних комп'ютерних мереж федеральної виконавчої влади. US-CERT здійснює аналіз загроз і вразливостей, поширює інформацію про можливі кіберзагрози, координує свою діяльність з партнерами і клієнтами для досягнення загальної поінформованості про стан кіберінфраструктури країни. US-CERT в рамках свого бюджету також реалізує національну систему кібербезпеки, відому як програми «Ейнштейн». Програма «Ейнштейн» являє собою автоматизовану систему збору, аналізу та обміну інформацією в області комп'ютерної безпеки федерального уряду з метою підвищення обізнаності в загальнонаціональному масштабі. Міністерство внутрішньої безпеки розгортає системи «Ейнштейн-1» і «Ейнштейн-2» в поєднанні з федеральної ініціативою, яка оптимізує можливості мережевої безпеки для федеральної виконавчої влади. Станом на березень 2012 року, у ряді федеральних агентств США розгортається система «Ейнштейн-3».
  - Національний центр кібербезпеки (NCSC) фінансується за рахунок бюджету US-CERT. Як зазначено в Директиві з національної безпеки Президента №54/Президентській директиві з Національної безпеки №23[7], NCSC виконує свій президентський мандат, для того щоб федеральні органи могли отримати доступ до інформації, необхідної для виконання своїх місій з кібербезпеки. NCSC вирішує цю задачу в наступних сферах: інтеграція, співпраця і координація, ситуаційна обізнаність і реагування на комп'ютерні інциденти, аналіз та звітність, управління знаннями, і технології розвитку і управління.
- Стратегічні ініціативи дозволяють Управлінню створити механізми для федеральних партнерів для оптимізації витрат на ІТ-інфраструктуру та формування середовища для спільної діяльності, який дозволяє здійснювати обміну передовим досвідом. Крім того, Стратегічні ініціативи дозволяють розробити і публікувати кращі практики для розробників програмного забезпечення, фахівців з ІТ-безпеки та інших зацікавлених учасників критичної інфраструктури і ключових ресурсів (англ. Critical Infrastructure and Key Resources), а також забезпечують спільну роботу з державним і приватним секторами, щоб оцінити і знизити ризики.
- Інформаційно-пропагандистська програма сприяє залученню для вирішення питань кібербезпеки інвестицій державних і приватних партнерів. Вона сприяє Управлінню і надає допомогу у виробленні його політики та вимог до ресурсів для складних видів діяльності.

## Дивись також
- Комп'ютерна команда екстреної готовності США
- Комплексна національна ініціатива з кібербезпеки